# KYPR
Koordinaten: 46° 23′ 22″ N, 105° 45′ 22″ W
KYPR oder KYPR-FM ist ein US-amerikanischer Öffentlich-rechtlicher Rundfunksender und Hochschulradiosender im US-Bundesstaat Montana. 
Eigentümer und Betreiber des Radios ist die Montana State University aus Miles City. KYPR ist auf der UKW-Frequenz 90,7 MHz empfangbar und hat seinen Sitz in Billings. Der Sender ist Teil des Public Radio Netzwerks Yellowstone Public Radio.